# (3581) Alvarez
(3581) Alvarez (1985 HC) – planetoida z grupy przecinających orbitę Marsa okrążająca Słońce w ciągu 4,62 lat w średniej odległości 2,77 j.a. Odkryli ją Carolyn i Eugene Shoemaker 23 kwietnia 1985 roku.